# Mallochia bimaculata
Mallochia bimaculata là một loài tò vò trong họ Ichneumonidae.